# Louis Genevois
Pour les articles homonymes, voir Genevois.
Louis Genevois, né le 5 mars 1900 à Bayonne et mort à Paris 16e le 9 juin 1989 est un biochimiste et résistant français.

## Biographie
Né dans une famille germanophone (son père enseigne l'allemand au lycée de Bordeaux, sa mère est originaire de Suisse alémanique), Louis Genevois obtient une licence ès sciences physiques à la Faculté des sciences de Bordeaux en 1919, puis réussit le concours d'entrée à l’École normale supérieure, section sciences, en 1920.
Il participe en 1923 à des expériences de René Maublanc au Centre de Documentation sociale de l’ENS, destinées à mettre en évidence une vision extra-rétinienne chez l'homme. En 1925, il obtient l'agrégation de sciences naturelles.
En 1926-27, il reçoit une des bourses de la Fondation Rockefeller, destinées à encourager la normalisation des relations internationales après la Première Guerre mondiale. Cette bourse lui permet d'effectuer un séjour dans le laboratoire de chimie physiologique d'Otto Fritz Meyerhof au Kaiser-Wilhem-Institut à Berlin-Dahlem.
Il est nommé professeur de chimie biologique et de physiologie végétale à la Faculté des sciences de Bordeaux, où il fait toute sa carrière. Entre 1937-1942, il dirige l’École de chimie industrielle et agricole de l’université de Bordeaux, après son annexion à la faculté des Sciences.
Ainsi que plusieurs membres de son laboratoire, comme Pierre Cayrol ou Laure Gatet, il milite pendant l'occupation dans des groupes de vigilance anti-fasciste,. Arrêté le 11 juin 1942, il échappe de peu à la déportation et est libéré le 15 septembre.
Après sa mise à la retraite, il fait don à la bibliothèque de la Faculté des sciences de Bordeaux d'une partie importante de sa bibliothèque et s'installe à Paris.

## Travaux scientifiques
Ses recherches portent en particulier sur le métabolisme de la cellule végétale. Ses méthodes d'analyse très précises ont permis de mieux comprendre la constitution et la maturation des fruits ainsi que les processus de fermentation alcoolique et lactique. Parmi ses élèves figurent Émile Peynaud et Jean Ribereau-Gayon qui sont considérés comme les fondateurs de l'œnologie moderne.
Louis Genevois s'est aussi intéressé à des problèmes variés liés à l'agriculture. Après la crise pétrolière, il examina par exemple quelles solutions alternatives pourraient donner à l'agriculture son autonomie énergétique.

## Ouvrages
- Louis Genevois, Dans les laboratoires allemands, Le Progrès Civique, no 436, 24 décembre 1927,
- Otto Warburg (trad. Louis Genevois), Métabolisme cellulaire et Métabolisme des tumeurs. Travaux du Kaiser Wilhelm Institut für Biologie Berlin Dahlem, 1928.
- Louis Genevois, Un disciple de Pasteur : V. Gayon  Revue scientifique illustrée, no 12, Juin 1929
- Louis Genevois, Métabolisme et fonctions des cellules : esquisse d'une physiologie des réactions productrices d'énergie dans la cellule vivante, Paris, Masson et Cie, 1931.
- Louis Genevois, Notice sur les travaux scientifiques, Talence, R. Coulon, 1932. Supplément 1933-1942, Montrouge : Impr. de l'Édition et de l'industrie, 1945.
- Louis Genevois et Ribereau-Gayon, Les équilibres ioniques dans les mouts et les vins, Talence, Imprimerie Alençonnaise, 1933. Extrait des Annales de la Brasserie et de la Distillerie.
- Louis Genevois, L'énergétique des fermentations, Annales des Fermentations , p.65, Masson & cie 1936.
- Louis Genevois et Ribéreau Gayon, Sur les substances azotées des mouts et des vins, Talence, Masson et Cie, 1936. Annales des Fermentations, Paris Librairie de l'Académie de Médecine
- Louis Genevois, Sur la composition minérale des Ulves. Extrait des annales des Sciences Naturelles - 1937
- Louis Genevois, Les jus de raisins concentrés, Editions Delmas, 1940
- Louis Genevois et Laure Gatet, Formation et évolution biologique des acides organiques dans le raisin Saint-Emilion. Revue de Viticulture, 30 mai 1940, no 2396.
- Louis Genevois, Émile Peynaud et Jean Ribereau-Gayon, Le vin, Paris, Hermann & Cie, 1947.
- Louis Genevois, Le Centre d'Enseignement et de Recherches des industries alimentaires de la province de Brabant. Industries agricoles et alimentaires. Mars-Avril 1949
- Louis Genevois, Les équations de la fermentation alcoolique, Industries agricoles et alimentaires. Juillet-Aout 1949
- Louis Genevois, Traité de chimie biologique, Paris, PUF, 1957-1959, en plusieurs volumes ; réédition en 1959-1963.
- Louis Genevois, J. Baraud, C. Hegre, L'acide ascorbique dans les vins, Extrait du bulletin de l'OIV no 399, volume 37 - 1964
- Louis Genevois, Hallucinogènes et hallucinations, Les cahiers rationalistes, no 245 Mars 1967
- Louis Genevois, La Révolution Verte. Les cahiers rationalistes, no 292, Mai 1972
- Louis Genevois (dir.), Hommage à Jean Dufrenoy 1894-1972 : commémoration du quatre-vingtième anniversaire de la naissance de Jean Dufrenoy et du deuxième anniversaire de sa mort, Paris, Académie d'agriculture de France, 1979